# Христофор (Эммаусский)
Епископ Христофор (в миру Фёдор Максимович Эммаусский; 1795, Эммаус — 11 (23) августа 1872, Спасо-Суморин монастырь) — епископ Русской православной церкви, епископ Вологодский и Тотемский.

## Биография
Сын священника села Эммауса Тверской губернии Максима Лопатинского, племянника архиепископа Тверского Феофилакта Лопатинского.
Получил фамилию Эммаусский по родному селу, когда в 1804 году по смерти отца был привезён в Тверскую духовную семинарию. Здесь он и обучался с полным успехом до перехода в философский класс.
В 1813 году учитель Тверской семинарии иеромонах Амвросий (Орнатский), впоследствии епископ Пензенский, принимавший живое участие в сироте Эммаусском, будучи переведён в Новгородскую семинарию, взял его с собою в эту семинарию и содержал на свой счёт, пока он учился в философском классе.
В 1815 году Новгородскую семинарию ревизовал ректор Санкт-Петербургской духовной академии архимандрит Филарет (Дроздов) и по ревизии избрал Эммаусского как одного из лучших воспитанников семинарии в число студентов, предназначавшихся для дальнейшего образования к поступлению в Санкт-Петербургскую академию. Здесь Эммаусский почти все время своего обучения (1815—1819) находился под непосредственным руководством Филарета и слушал, в числе прочих наставников, знаменитого гебраиста Герасима Павского.
По окончании академического курса Эммаусский в 1819 году был удостоен степени кандидата богословия и назначен на должность учителя гражданской истории и французского языка в Киевскую семинарию. В 1824 году переведён в Орловскую семинарию. В 1825 году рукоположён во священника к Георгиевской церкви в городе Болхове, а с окончанием учебного года по прошению уволен от учебной службы.
В 1826 году Эммаусский был определён присутствующим Болховского духовного правления, в 1828 году — благочинным и первоприсутствующим того же правления с возведением в сан протоиерея.
В 1831 году он был перемещён в город Орёл ко Крестовоздвиженской церкви и в 1833 город назначен смотрителем Орловского духовного училища. В том же году 9 декабря, овдовев, он по прошению был пострижен в монашество, 9 января 1834 году определён присутствующим Орловской духовной консистории, а 28 октября в уважение долговременного служения в должностях училищных и епархиальных и в сане священства возведён в сан архимандрита и определён настоятелем заштатного Болховского Оптина Троицкого монастыря с увольнением в 1835 году от училищной должности.
Перемещённый 21 марта 1836 года настоятелем в третьеклассный Трубчевский Спасский Чолнский монастырь, он за недостатком настоятелей в епархии удерживал за собою управление и Болховским Троицким монастырём, а 31 октября был сделан благочинным монастырей Орловской епархии.
В 1837 году архимандрит Христофор снова был призван к духовно-учебной службе, назначенный ректором и учителем богословских наук в Волынскую семинарию с определением настоятелем заштатного Загаецкого монастыря Святого Иоанна Милостивого. Десять лет с лишком Христофор прослужил в должности ректора на Волыни при архиепископах Иннокентии (Сельнокринове) и Никаноре Клементьевском, пользуясь доверием этих преосвященных и уважением сослуживцев и учеников семинарии.
В 1840 году за отлично-усердную службу Христофор был награждён орденом Святой Анны 2-й степени, а в 1844 к ордену была пожалована императорская корона.
В 1847 году указом Священного синода архимандрит Христофор был вызван в Санкт-Петербург на чреду священнослужения и проповеди слова Божия, а к 1848 году определён присутствующим в Петербургской духовной консистории и членом комиссии по восстановлению в Санкт-Петербурге Воскресенского женского монастыря на месте бывшего некогда Смольного такового же монастыря, обращенного в богоугодное заведение.
24 мая 1848 году архимандрит Христофор был назначен ректором и учителем догматического богословия в Санкт-Петербургской духовной семинарии и 5 ноября избран членом конференции Санкт-Петербургской духовной академии, 20 ноября — членом внешнего правления академии. В 1849 году архимандрит Христофор был определён настоятелем Новоторжского Борисоглебского монастыря Тверской епархии и членом совещательного комитета из лиц духовных и гражданских по вопросу об устройстве участи людей духовного ведомства, остававшихся без мест.

## Архиерейское служение
5 марта 1850 года по докладу Священного синода состоялось Высочайшее назначение, а 25 марта рукоположение архимандрита Христофора во епископа Ревельского, викария Санкт-Петербургской митрополии, причём рукоположение в Александро-Невской лавре совершал соборно с другими иерархами первенствующий член Синода, митрополит Новгородский и Санкт-Петербургский Никанор (Клементьевский), давно знавший и высоко ценивший преосвященного Христофора. Верного и доброго сотрудника нашёл себе в нём митрополит Никанор как в общем управлении епархиею, так и в исполнении особых поручений, которые возлагаемы были на преосвященного Христофора. Так, епископ Христофор уже в 1851 году был назначен членом секретного комитета относительно строгого наблюдения за всеми действиями духовной цензуры; 20 июля того же года обозревал Санкт-Петербургскую духовную семинарию; в 1852 года назначен председательствующим в особом высшем комитете по построению в Петербурге вышеупомянутого Воскресенского монастыря, в 1853 году — членом комитета для рассмотрения описей церковного имущества Санкт-Петербургской епархии.
В 1855 году епископ Христофор был утверждён вице-президентом Санкт-Петербургского попечительного о тюрьмах комитета и в 1856 году, когда по случаю коронации заседания Священного синода перенесены были из Петербурга в Москву, состоял присутствующим в Санкт-Петербургской синодальной конторе.
За ревностное пастырское служение в 1852 году был пожалован орденом Святой Анны 1-й степени.
В 1855 году он рукоположил в священный сан отца Иоанна Кронштадтского.
31 июля 1856 года назначен на самостоятельную кафедру епископа Вологодского и Устюжского.
Вологодскою епархиею епископ Христофор управлял 10 лет и в течение этого времени много содействовал внутреннему и внешнему благоустройству её, часто обозревая епархию лично во всем её обширном пространстве, ревностно заботясь о подъёме образования вверенного ему духовенства и паствы, об улучшении быта духовенства и содержания духовно-учебных заведений епархии. По его инициативе с 1 октября 1864 начали издаваться Вологодские епархиальные ведомости.
Летом 1858 года он имел редкий в жизни его епархии случай встречать в Вологодском соборе императора Александра Николаевича, сам предварительно составил и церемониал встречи.
В 1866 году Христофор в видах повышения перемещён был на Вятскую архиерейскую кафедру, но, чувствуя ослабление сил при своем старческом возрасте и особенно ослабление зрения, предпочёл повышению удаление на покой. По просьбе он 5 октября того же года был уволен на покой с предоставлением ему в управление Тотемского Спасо-Суморина монастыря Вологодской епархии, где он и жил до своей кончины, постоянно, несмотря на слабость зрения, следя за политикою, общественною и умственною жизнью.
Указом Священного синода 20 сентября 1867 года предписано было братии Спасо-Суморина монастыря, чтобы она находилась в полном послушании преосвященному Христофору и в таких же к нему отношениях, как к епархиальному архиерею. За время пребывания на покое Христофор только два раза, в 1868 и 1871 годах, выезжал из своего монастырского уединения: в первый раз в Вологду, а во второй — в Москву для совета с врачами относительно потухавшего зрения; но искусство врачей уже не помогло ему.
Умер 11 (23) августа 1872 года.

## Сочинения
Кроме учебно-воспитательной и церковно-административной деятельности, Христофор заявил себя и на учёно-литературном поприще.
Его перу принадлежат несколько проповедей, напечатанных или отдельными брошюрами, или в «Вологодских епархиальных ведомостях», им же и основанных в 1864 году.
«Двенадцать малых пророков в русском переводе», напечатанный в «Воскресном Чтении» 1876 г., ч. II.
К числу отдельно изданных проповедей его относятся: 1) «Слово, произнесенное в Вологодском кафедральном соборе при вступлении на паству 21 октября 1856 г.», СПб., 1863, и 2) «Воззвание, приготовленное для произнесения и поучения к дворовым служителям и крестьянам по случаю освобождения их от крепостной зависимости», СПб., 1861.
Другие слова и речи его отпечатаны в «Вологодских епархиальных ведомостях» за 1864—1866 гг. Что касается переводного труда, напечатанного по рукописи, сохранившейся в библиотеке Киевской семинарии, то он обнаруживает основательное знакомство переводчика и с языками библии, еврейским, греческим и латинским, и с толкованиями её, очевидно вынесенное еще из СПб. духовной академии с уроков Г. П. Павского.